# Đội tuyển bóng đá quốc gia Lào
Đội tuyển bóng đá quốc gia Lào là đội bóng đại diện cho Lào trong các cuộc thi bóng đá quốc tế, do Liên đoàn bóng đá Lào quản lý. Với tư cách là thành viên của AFC.

## Lịch sử
Tính đến năm 2024, Lào chưa đủ điều kiện tham dự Giải vô địch bóng đá thế giới, Cúp bóng đá châu Á hoặc Đại hội Thể thao châu Ávà chưa bao giờ vượt qua vòng bảng ở hai giải đấu khu vực gồm Giải vô địch bóng đá ASEAN và Đại hội Thể thao Đông Nam Á trong giai đoạn từ năm 1993 đến năm 1999. Đội đã lần đầu tiên tham dự Giải vô địch bóng đá Đông Nam Á 1996, hòa Việt Nam 1–1 và thắng Campuchia 1–0. Năm 1995, đội đã đánh bại Brunei và Philippines và 2 năm sau tại Đại hội thể thao Đông Nam Á 1997 được tổ chức tại Jakarta, đội đã đánh bại Malaysia 1–0 và Philippines 4–1. Ở vòng loại Asian Cup 2004, đội đã đánh bại Bangladesh 2–1. Ở vòng loại FIFA World Cup 2006, đội đã đủ điều kiện vào vòng hai với tư cách là "kẻ thua cuộc may mắn" sau khi Guam và Nepal rút lui khỏi giải đấu và tiếp tục thua tất cả các trận đấu của mình (trước Qatar, Iran và Jordan). Đội đã tiến vào vòng 2 của vòng loại World Cup FIFA 2014, sau khi đánh bại Campuchia với tổng tỷ số 8–6. Ở vòng 2, đội đã thua Trung Quốc với tổng tỷ số 13–3 và phải chơi tại AFC Challenge Cup 2014 nhưng không vượt qua vòng bảng với chỉ kiếm được một điểm từ trận hòa với Afghanistan. Đỉnh điểm là vào năm 2016. Lào đã bất ngờ không vượt qua Vòng loại Giải vô địch bóng đá Đông Nam Á 2016 dẫn đến việc lần đầu tiên trong lịch sử vắng mặt tại Giải vô địch bóng đá Đông Nam Á. 
Vào năm 2017, Liên đoàn bóng đá châu Á đã mở cuộc điều tra đối với đội tuyển quốc gia Lào, bao gồm cả Lao Toyota FC, đội bị cáo buộc tham gia dàn xếp tỷ số trong nước kể từ năm 2014, dẫn đến việc một số cầu thủ bị cấm chơi bóng đá trọn đời. Trong số đó có những cầu thủ nổi tiếng như cựu cầu thủ Khampaeng Sayavuthi, Mighty Sihalath, Wattana Keawduangdeth và cựu đội trưởng đội tuyển quốc gia Lào Saikhonvieng Phomphanya. 
Lào đã chơi hai trận giao hữu vào tháng 11 năm 2024 và để thua 1–3 trước Malaysia tại Bangkok. Nhưng họ đã bất ngờ cầm chân Thái Lan với tỷ số 1-1 ở trận đấu tiếp theo. Tại bảng B Giải vô địch bóng đá ASEAN 2024, Lào đã thua Việt Nam ở trận đầu tiên với tỷ số 1-4 và bất ngờ ở trận thứ 2, họ đã hòa Indonesia 3-3 sau đó là trận hòa Philippines 1-1. Lào đã bị loại sau khi để thua Myanmar ở trận đấu cuối cùng với tỷ số 2-3. 

## Hình ảnh

### Trang phục thi đấu
Màu áo đấu truyền thống của đội tuyển Lào là màu đỏ, còn màu áo đấu phụ của đội là màu trắng và thỉnh thoảng là màu xanh lam.
| Giai đoạn  | Hãng cung cấp trang phục |
| ---------- | ------------------------ |
| 1995-2004  | Adidas                   |
| 2006-2008  | Deffo                    |
| 2009-2019  | FBT                      |
| 2019- 2025 | Grand Sport              |
| 2025- Nay  | Jogarbola                |

| Áo đấu sân nhà | Áo đấu sân nhà | Áo đấu sân nhà | Áo đấu sân nhà | Áo đấu sân nhà | Áo đấu sân nhà |
| -------------- | -------------- | -------------- | -------------- | -------------- | -------------- |
| 1996-1997      | 1998-1999      | 2010-2011      | 2012-2013      | 2014           | 2017           |
| 2018-2019      | 2019-2022      | 2022           | 2023           | 2024           | 2025           |
| 2025-          |                |                |                |                |                |

| Áo đấu sân khách | Áo đấu sân khách | Áo đấu sân khách | Áo đấu sân khách | Áo đấu sân khách | Áo đấu sân khách |
| ---------------- | ---------------- | ---------------- | ---------------- | ---------------- | ---------------- |
| 2010-2011        | 2012-2013        | 2014             | 2017             | 2018-2019        | 2019-2022        |
| 2023             | 2024             | 2025             | 2025-            |                  |                  |

### Biểu tượng
Đội tuyển Lào thường in biểu tượng Thạt Luông trên logo Liên đoàn/Hiệp hội bóng đá và kèm theo quốc kì Lào trên ngực trái áo đấu.

## Giải đấu

### Cúp thế giới
| Năm           | Vòng                     | Trận                     | Thắng                    | Hòa                      | Thua                     | Bàn thắng                | Bàn thua                 |
| ------------- | ------------------------ | ------------------------ | ------------------------ | ------------------------ | ------------------------ | ------------------------ | ------------------------ |
| 1930 đến 1998 | Không tham dự            | Không tham dự            | Không tham dự            | Không tham dự            | Không tham dự            | Không tham dự            | Không tham dự            |
| 2002          | Không vượt qua vòng loại | Không vượt qua vòng loại | Không vượt qua vòng loại | Không vượt qua vòng loại | Không vượt qua vòng loại | Không vượt qua vòng loại | Không vượt qua vòng loại |
| 2006          | Không vượt qua vòng loại | Không vượt qua vòng loại | Không vượt qua vòng loại | Không vượt qua vòng loại | Không vượt qua vòng loại | Không vượt qua vòng loại | Không vượt qua vòng loại |
| 2010          | Không tham dự            | Không tham dự            | Không tham dự            | Không tham dự            | Không tham dự            | Không tham dự            | Không tham dự            |
| 2014          | Không vượt qua vòng loại | Không vượt qua vòng loại | Không vượt qua vòng loại | Không vượt qua vòng loại | Không vượt qua vòng loại | Không vượt qua vòng loại | Không vượt qua vòng loại |
| 2018          | Không vượt qua vòng loại | Không vượt qua vòng loại | Không vượt qua vòng loại | Không vượt qua vòng loại | Không vượt qua vòng loại | Không vượt qua vòng loại | Không vượt qua vòng loại |
| 2022          | Không vượt qua vòng loại | Không vượt qua vòng loại | Không vượt qua vòng loại | Không vượt qua vòng loại | Không vượt qua vòng loại | Không vượt qua vòng loại | Không vượt qua vòng loại |
| 2026          | Không vượt qua vòng loại | Không vượt qua vòng loại | Không vượt qua vòng loại | Không vượt qua vòng loại | Không vượt qua vòng loại | Không vượt qua vòng loại | Không vượt qua vòng loại |
| Tổng          |                          |                          |                          |                          |                          |                          |                          |

### Cúp châu Á
| Năm           | Vòng                     | Trận                     | Thắng                    | Hòa                      | Thua                     | Bàn thắng                | Bàn thua                 |
| ------------- | ------------------------ | ------------------------ | ------------------------ | ------------------------ | ------------------------ | ------------------------ | ------------------------ |
| 1956 đến 1996 | Không tham dự            | Không tham dự            | Không tham dự            | Không tham dự            | Không tham dự            | Không tham dự            | Không tham dự            |
| 2000          | Không vượt qua vòng loại | Không vượt qua vòng loại | Không vượt qua vòng loại | Không vượt qua vòng loại | Không vượt qua vòng loại | Không vượt qua vòng loại | Không vượt qua vòng loại |
| 2004          | Không vượt qua vòng loại | Không vượt qua vòng loại | Không vượt qua vòng loại | Không vượt qua vòng loại | Không vượt qua vòng loại | Không vượt qua vòng loại | Không vượt qua vòng loại |
| 2007          | Không tham dự            | Không tham dự            | Không tham dự            | Không tham dự            | Không tham dự            | Không tham dự            | Không tham dự            |
| 2011          | Không tham dự            | Không tham dự            | Không tham dự            | Không tham dự            | Không tham dự            | Không tham dự            | Không tham dự            |
| 2015          | Không vượt qua vòng loại | Không vượt qua vòng loại | Không vượt qua vòng loại | Không vượt qua vòng loại | Không vượt qua vòng loại | Không vượt qua vòng loại | Không vượt qua vòng loại |
| 2019          | Không vượt qua vòng loại | Không vượt qua vòng loại | Không vượt qua vòng loại | Không vượt qua vòng loại | Không vượt qua vòng loại | Không vượt qua vòng loại | Không vượt qua vòng loại |
| 2023          | Không vượt qua vòng loại | Không vượt qua vòng loại | Không vượt qua vòng loại | Không vượt qua vòng loại | Không vượt qua vòng loại | Không vượt qua vòng loại | Không vượt qua vòng loại |
| 2027          |                          |                          |                          |                          |                          |                          |                          |
| Tổng          |                          |                          |                          |                          |                          |                          |                          |

### Đại hội Thể thao châu Á
| Năm           | Vòng          | Pld           | W             | D             | L             | GF            | GA            |
| ------------- | ------------- | ------------- | ------------- | ------------- | ------------- | ------------- | ------------- |
| 1951 đến 1994 | Không tham dự | Không tham dự | Không tham dự | Không tham dự | Không tham dự | Không tham dự | Không tham dự |
| 1998          | Vòng 1        | 2             | 0             | 0             | 2             | 1             | 11            |
| Tổng          |               | 2             | 0             | 0             | 2             | 1             | 11            |

### Cúp Challenge AFC
| Năm  | Vòng                            | Trận                            | Thắng                           | Hòa                             | Thua                            | Bàn thắng                       | Bàn thua                        |
| ---- | ------------------------------- | ------------------------------- | ------------------------------- | ------------------------------- | ------------------------------- | ------------------------------- | ------------------------------- |
| 2006 | Bị thay thế bằng đội tuyển khác | Bị thay thế bằng đội tuyển khác | Bị thay thế bằng đội tuyển khác | Bị thay thế bằng đội tuyển khác | Bị thay thế bằng đội tuyển khác | Bị thay thế bằng đội tuyển khác | Bị thay thế bằng đội tuyển khác |
| 2008 | Không tham dự                   | Không tham dự                   | Không tham dự                   | Không tham dự                   | Không tham dự                   | Không tham dự                   | Không tham dự                   |
| 2010 | Không tham dự                   | Không tham dự                   | Không tham dự                   | Không tham dự                   | Không tham dự                   | Không tham dự                   | Không tham dự                   |
| 2012 | Không vượt qua vòng loại        | Không vượt qua vòng loại        | Không vượt qua vòng loại        | Không vượt qua vòng loại        | Không vượt qua vòng loại        | Không vượt qua vòng loại        | Không vượt qua vòng loại        |
| 2014 | Vòng bảng                       | 3                               | 0                               | 1                               | 2                               | 1                               | 7                               |
| Tổng |                                 | 3                               | 0                               | 1                               | 2                               | 1                               | 7                               |

### Cúp Đoàn kết AFC
| Năm  | Vòng   | Trận | Thắng | Hòa | Thua | Bàn thắng | Bàn thua |
| ---- | ------ | ---- | ----- | --- | ---- | --------- | -------- |
| 2016 | Hạng 3 | 5    | 3     | 1   | 1    | 11        | 9        |

### Cúp Đông Nam Á
| Năm  | Vòng                     | Trận                     | Thắng                    | Hòa                      | Thua                     | Bàn thắng                | Bàn thua                 |
| ---- | ------------------------ | ------------------------ | ------------------------ | ------------------------ | ------------------------ | ------------------------ | ------------------------ |
| 1996 | Vòng bảng                | 4                        | 1                        | 1                        | 2                        | 5                        | 10                       |
| 1998 | Vòng bảng                | 3                        | 0                        | 1                        | 2                        | 2                        | 8                        |
| 2000 | Vòng bảng                | 4                        | 0                        | 0                        | 4                        | 0                        | 16                       |
| 2002 | Vòng bảng                | 3                        | 0                        | 1                        | 2                        | 3                        | 8                        |
| 2004 | Vòng bảng                | 4                        | 1                        | 0                        | 3                        | 4                        | 16                       |
| 2007 | Vòng bảng                | 3                        | 0                        | 0                        | 3                        | 1                        | 23                       |
| 2008 | Vòng bảng                | 3                        | 0                        | 0                        | 3                        | 0                        | 13                       |
| 2010 | Vòng bảng                | 3                        | 0                        | 1                        | 2                        | 3                        | 13                       |
| 2012 | Vòng bảng                | 3                        | 0                        | 1                        | 2                        | 6                        | 10                       |
| 2014 | Vòng bảng                | 3                        | 0                        | 0                        | 3                        | 2                        | 12                       |
| 2016 | Không vượt qua vòng loại | Không vượt qua vòng loại | Không vượt qua vòng loại | Không vượt qua vòng loại | Không vượt qua vòng loại | Không vượt qua vòng loại | Không vượt qua vòng loại |
| 2018 | Vòng bảng                | 4                        | 0                        | 0                        | 4                        | 3                        | 12                       |
| 2020 | Vòng bảng                | 4                        | 0                        | 0                        | 4                        | 1                        | 14                       |
| 2022 | Vòng bảng                | 4                        | 0                        | 1                        | 3                        | 2                        | 15                       |
| 2024 | Vòng bảng                | 4                        | 0                        | 2                        | 2                        | 7                        | 11                       |
| Tổng |                          | 49                       | 2                        | 8                        | 39                       | 39                       | 181                      |

### Đại hội Thể thao Đông Nam Á
| Năm           | Vòng          | Trận          | Thắng         | Hòa           | Thua          | Bàn thắng     | Bàn thua      |
| ------------- | ------------- | ------------- | ------------- | ------------- | ------------- | ------------- | ------------- |
| 1959          | Không tham dự | Không tham dự | Không tham dự | Không tham dự | Không tham dự | Không tham dự | Không tham dự |
| 1961          | Vòng bảng     | 2             | 0             | 0             | 2             | 2             | 12            |
| 1965          | Không tham dự | Không tham dự | Không tham dự | Không tham dự | Không tham dự | Không tham dự | Không tham dự |
| 1967          | Hạng 4        | 3             | 0             | 0             | 3             | 2             | 12            |
| 1969          | Hạng 3        | 3             | 0             | 1             | 2             | 1             | 6             |
| 1971          | Vòng bảng     | 3             | 0             | 0             | 3             | 0             | 10            |
| 1973          | Vòng bảng     | 2             | 0             | 0             | 2             | 1             | 13            |
| 1975 đến 1991 | Không tham dự | Không tham dự | Không tham dự | Không tham dự | Không tham dự | Không tham dự | Không tham dự |
| 1993          | Vòng bảng     | 4             | 1             | 0             | 3             | 3             | 20            |
| 1995          | Vòng bảng     | 4             | 2             | 0             | 1             | 4             | 1             |
| 1997          | Vòng bảng     | 4             | 2             | 0             | 2             | 8             | 8             |
| 1999          | Vòng bảng     | 4             | 1             | 1             | 2             | 4             | 15            |
| Tổng          |               | 29            | 6             | 3             | 20            | 25            | 97            |

## Huấn luyện viên
| Vị trí                        | Họ tên                     |
| ----------------------------- | -------------------------- |
| Trưởng đoàn                   | Khonesamai Chanthavongsay  |
| Huấn luyện viên trưởng        | Ha Hyeok-jun               |
| Trợ lý huấn luyện viên        | Lee Yong-kyo               |
| Trợ lý huấn luyện viên        | Lee Sang-hyuk              |
| Trợ lý huấn luyện viên        | Kanlaya Sysomvang          |
| Huấn luyện viên thủ môn       | Kim Beom-soo               |
| Bác sĩ                        | Kittisay Oudomphon         |
| Bác sĩ                        | Khamsy Khounnivath         |
| Phiên dịch viên               | Issac Kim                  |
| Săn sóc viên                  | Chanthaboun Minsy          |
| Săn sóc viên                  | Souksomphone Vongkhamphoui |
| Chuyên gia phân tích trận đấu | Thipphakone Phakasy        |

## Cầu thủ
Dưới đây là đội hình triệu tập tham dự Giải vô địch bóng đá ASEAN 2024.
| Số | VT | Cầu thủ                           | Ngày sinh (tuổi)  | Trận | Bàn | Câu lạc bộ        |
| -- | -- | --------------------------------- | ----------------- | ---- | --- | ----------------- |
| 1  | TM | Kop Lokphathip                    | 8 tháng 5, 2006   | 1    | 0   | Ezra              |
| 12 | TM | Keo-Oudone Souvannasangso         | 19 tháng 6, 2000  | 10   | 0   | Lao Army          |
| 18 | TM | Xaysavath Souvanhansok            | 3 tháng 9, 1999   | 14   | 0   | Namtha United     |
|    |    |                                   |                   |      |     |                   |
| 2  | HV | Somsavath Phomsopha               | 25 tháng 5, 1997  | 2    | 0   | Master            |
| 3  | HV | Phoutthavong Sangvilay            | 16 tháng 10, 2004 | 20   | 2   | Ezra              |
| 4  | HV | Anantaza Siphongphan              | 9 tháng 11, 2004  | 21   | 0   | Ezra              |
| 5  | HV | Phetdavanh Somsanith              | 24 tháng 4, 2004  | 10   | 0   | Master            |
| 13 | HV | Xayasith Singsavang               | 13 tháng 12, 2000 | 5    | 0   | Namtha United     |
| 20 | HV | Sengdaovy Hanthavong              | 4 tháng 10, 1998  | 9    | 0   | Young Elephants   |
| 25 | HV | Sonevilay Phetviengsy             | 27 tháng 5, 2004  | 1    | 0   | Master            |
| 26 | HV | Phonsack Seesavath                | 4 tháng 10, 2004  | 5    | 0   | Young Elephants   |
|    |    |                                   |                   |      |     |                   |
| 6  | TV | Chanthavixay Khounthoumphone      | 17 tháng 2, 2004  | 15   | 0   | Ezra              |
| 8  | TV | Phoutthasay Khochalern            | 29 tháng 12, 1995 | 45   | 1   | Thap Luang United |
| 10 | TV | Phathana Phommathep               | 27 tháng 2, 1999  | 21   | 2   | Ezra              |
| 15 | TV | Phoutdavy Phommasane              | 2 tháng 2, 1994   | 16   | 0   | Master            |
| 16 | TV | Damoth Thongkhamsavath            | 3 tháng 4, 2004   | 10   | 0   | Ezra              |
| 19 | TV | Phousomboun Panyavong             | 20 tháng 6, 2007  | 4    | 1   | Lao Army          |
| 21 | TV | Phoutthalak Thongsanith           | 3 tháng 12, 2002  | 3    | 0   | Ezra              |
| 22 | TV | Souphan Khambaion                 | 30 tháng 1, 2002  | 1    | 0   | Young Elephants   |
| 24 | TV | Sisawad Dalavong                  | 11 tháng 8, 1996  | 7    | 0   | Lao Army          |
|    |    |                                   |                   |      |     |                   |
| 7  | TĐ | Anousone Xaypanya                 | 16 tháng 12, 2002 | 15   | 0   | Young Elephants   |
| 9  | TĐ | Kydavone Souvanny                 | 22 tháng 12, 1999 | 16   | 2   | Young Elephants   |
| 11 | TĐ | Soukphachan Lueanthala            | 24 tháng 8, 2002  | 11   | 0   | Master            |
| 14 | TĐ | Chony Waenpaserth                 | 27 tháng 11, 2002 | 17   | 1   | Ezra              |
| 17 | TĐ | Bounphachan Bounkong (Đội trưởng) | 29 tháng 11, 2000 | 27   | 7   | Svay Rieng        |
| 23 | TĐ | Peter Phanthavong                 | 15 tháng 2, 2006  | 4    | 1   | Ezra              |